# Herpetogramma pallidalis
Herpetogramma pallidalis là một loài bướm đêm trong họ Crambidae.